# Music for Supermarkets
Music for Supermarkets (fr. Musique pour Supermarche) – album Jeana-Michela Jarre’a wydany w 1983.
Album, pomimo sprzeciwu wydawcy, został wytłoczony tylko w jednym egzemplarzu. Po jednokrotnym odtworzeniu w Radio Luxembourg został następnie sprzedany na aukcji za 69 000 ówczesnych franków francuskich. Oryginalne taśmy zostały spalone w obecności notariusza.
Trzy utwory z tego albumu pojawiły się jednak na innych wydawnictwach muzyka, choć nieco zmienione i pod innymi nazwami. Utwór „Cinquième Rendez-vous” z albumu Rendez-Vous zawiera muzykę z „Music for Supermarkets Part II”, „Music for Supermarkets Part IV” pojawia się na albumie Zoolook jako „Blah Blah Cafe”, zaś „Music for Supermarkets Part VI” pojawia się z wokalem Laurie Anderson jako „Diva”.

## Lista utworów
1. Music for Supermarkets (Overture) – 4:09
2. Music for Supermarkets (Part I) – 2:18
3. Music for Supermarkets (Part II) – 3:30
4. Music for Supermarkets (Part III) – 2:17
5. Music for Supermarkets (Part IV) – 3:52
6. Music for Supermarkets (Part V) – 5:53
7. Music for Supermarkets (Part VI) – 3:59
8. Music for Supermarkets (Part VII) – 3:51